# Vòng loại Giải vô địch bóng đá thế giới 2010 – Khu vực Bắc, Trung Mỹ và Caribe (Vòng 2)
Bài viết sau đây là tóm tắt của các trận đấu ở vòng 2, vòng loại giải vô địch bóng đá thế giới 2010 khu vực Bắc, Trung Mỹ và Caribe. Tại vòng 2, 11 đội vượt qua vòng 1 sẽ phân cặp đấu loại với 13 đội mạnh nhất khu vực. Các đội xếp hạng từ thứ 1 đến thứ 12 sẽ gặp các đội vượt qua vòng 1 cộng Saint Vincent và Grenadines. Các cặp đối diễn ra theo thể thức loại trực tiếp, hai lượt đi và về, sân nhà-sân khách. Các đội thắng sẽ đi tiếp vào vòng 3.

## Bảng 1

### Bảng 1A
| Hoa Kỳ                                                                                           | 8-0      | Barbados |
| ------------------------------------------------------------------------------------------------ | -------- | -------- |
| Dempsey 1', 63' · Bradley 12' · Ching 20', 89' · Donovan 59' · Johnson 82' · Ferguson 86' (l.n.) | Chi tiết |          |

| Barbados | 0-1      | Hoa Kỳ    |
| -------- | -------- | --------- |
|          | Chi tiết | Lewis 21' |

### Bảng 1B
| Guatemala                                                  | 6-0      | Saint Lucia |
| ---------------------------------------------------------- | -------- | ----------- |
| Rodríguez 6' · Ruíz 36', 40', 58', 90+3' · Trigueros 90+1' | Chi tiết |             |

| Saint Lucia | 1-3      | Guatemala                       |
| ----------- | -------- | ------------------------------- |
| McPhee 45'  | Chi tiết | Romero 24', 43' · Trigueros 86' |

### Bảng 1C
| Trinidad và Tobago | 1-2      | Bermuda       |
| ------------------ | -------- | ------------- |
| John 22'           | Chi tiết | Nusum 8', 40' |

| Bermuda | 0-2      | Trinidad và Tobago    |
| ------- | -------- | --------------------- |
|         | Chi tiết | Roberts 9' · John 66' |

### Bảng 1D
| Antigua và Barbuda          | 3-4      | Cuba                                        |
| --------------------------- | -------- | ------------------------------------------- |
| Skepple 9', 13' · Simon 81' | Chi tiết | Valencia 10', 74' · Colomé 22' · Duarte 85' |

| Cuba                                  | 4-0      | Antigua và Barbuda |
| ------------------------------------- | -------- | ------------------ |
| Linares 10', 45+2', 53' · Márquez 69' | Chi tiết |                    |

## Bảng 2

### Bảng 2A
| Belize | 0-2      | México                            |
| ------ | -------- | --------------------------------- |
|        | Chi tiết | Vela 66' · Borgetti 90+2' (ph.đ.) |

| México                                                                               | 7-0      | Belize |
| ------------------------------------------------------------------------------------ | -------- | ------ |
| Vela 7' · Guardado 33' · Arce 45+1', 48' · Borgetti 62', 90+4' · Lennen 90+2' (l.n.) | Chi tiết |        |

### Bảng 2B
| Jamaica                                                                             | 7-0      | Bahamas |
| ----------------------------------------------------------------------------------- | -------- | ------- |
| Gardner 17' · Phillips 23' · King 34' · Shelton 51', 66' · Goodison 75' · Daley 89' | Chi tiết |         |

| Bahamas | 0-6      | Jamaica                                                        |
| ------- | -------- | -------------------------------------------------------------- |
|         | Chi tiết | Burton 29', 56' · Shelton 35', 38' (ph.đ.), 43' · Marshall 40' |

### Bảng 2C
| Honduras                                      | 4-0      | Puerto Rico |
| --------------------------------------------- | -------- | ----------- |
| de León 25' · Palacios 51' · Suazo 52', 90+2' | Chi tiết |             |

| Puerto Rico                   | 2-2      | Honduras                 |
| ----------------------------- | -------- | ------------------------ |
| Megaloudis 32' · Villegas 41' | Chi tiết | Suazo 23' · Palacios 52' |

### Group 2D
| Saint Vincent và Grenadines | 0-3      | Canada                               |
| --------------------------- | -------- | ------------------------------------ |
|                             | Chi tiết | Nakajima-Farran 32' · Gerba 43', 88' |

| Canada                               | 4-1      | Saint Vincent và Grenadines |
| ------------------------------------ | -------- | --------------------------- |
| De Rosario 29', 50' · Gerba 38', 63' | Chi tiết | James 76'                   |

## Bảng 3

### Bảng 3A
| Grenada                      | 2-2      | Costa Rica                |
| ---------------------------- | -------- | ------------------------- |
| P. Modeste 20' · Roberts 27' | Chi tiết | Alonso 42' · V. Núñez 75' |

| Costa Rica                            | 3-0      | Grenada |
| ------------------------------------- | -------- | ------- |
| Saborio 17' · Ruiz 30' · Azofeifa 89' | Chi tiết |         |

### Bảng 3B
| Suriname      | 1-0      | Guyana |
| ------------- | -------- | ------ |
| Sandvliet 52' | Chi tiết |        |

| Guyana         | 1-2      | Suriname                     |
| -------------- | -------- | ---------------------------- |
| Codrington 84' | Chi tiết | Van Dijk 11' · Sandvliet 36' |

### Bảng 3C
| Panama     | 1-0      | El Salvador |
| ---------- | -------- | ----------- |
| Tejada 21' | Chi tiết |             |

| El Salvador                              | 3-1      | Panama     |
| ---------------------------------------- | -------- | ---------- |
| Quintanilla 70', 83' (ph.đ.) · Anaya 87' | Chi tiết | Garces 14' |

### Bảng 3D
| Haiti | 0-0      | Antille thuộc Hà Lan |
| ----- | -------- | -------------------- |
|       | Chi tiết |                      |

| Antille thuộc Hà Lan | 0-1      | Haiti             |
| -------------------- | -------- | ----------------- |
|                      | Chi tiết | Martha 77' (l.n.) |

## Danh sách cầu thủ ghi bàn
5 bàn
- Luton Shelton

4 bàn
| - Ali Gerba | - Carlos Ruíz |  |

3 bàn
| - Roberto Linares | - David Suazo | - Jared Borgetti |

2 bàn
| - Kerry Skepple - John Barry Nusum - Dwayne De Rosario - Jaine Valencia - Eliseo Quintanilla | - Gonzalo Romero - Abner Trigueros - Wilson Palacios - Deon Burton - Carlos Vela | - Fernando Arce - Clifton Sandvliet - Stern John - Brian Ching - Clint Dempsey |

1 bàn
| - Tyio Simon - Issey Nakajima-Farran - Alvaro Saborio - Armando Alonso - Bryan Ruiz - Randall Azofeifa - Victor Núñez - Jaime Colomé - Leonel Duarte - Jeniel Márquez - Luis Anaya - Jason Roberts | - Patrick Modeste - Mario Rafael Rodríguez - Nigel Codrington - Julio César de León - Demar Phillips - Ian Goodison - Marlon King - Omar Daley - Ricardo Gardner - Tyrone Marshall - Andrés Guardado - Luis Tejada | - José Garcés - Chris Megaloudis - Petter Villegas - Kenwin McPhee - Marlon James - Germaine Van Djik - Darryl Roberts - Eddie Johnson - Eddie Lewis - Landon Donovan - Michael Bradley |

phản lưới nhà
| - Daryl Ferguson (trận gặp Hoa Kỳ) | - Tervor Lennen (trận gặp México) | - Eugene Martha (trận gặp Haiti) |